# Санапана (язык)
Санапана (Sanapaná, Kilyakmok, Lanapsua, Quiativis, Quilyacmoc, Saapa, Sanam) — индейский язык, на котором говорят индейцы племени санапана в провинции Пресиденте-Аес, в общинах (в основном, в индейских) в Парагвае:
- Анаконда
- Карандай-Пуку
- Ксамок-Касек-Эстансия-Саласар
- Ла-Эсперанса
- Лагуна-Пато-Куньятай
- Лагуна-Пато-Ла-Пальмера
- Лагуна-Пато-Лолайко
- Лагуна-Пато-Пато-Куэ-Саладо
- Нуэва-Промеса-Альдеа 1
- Нуэва-Промеса-Альдеа 2
- Нуэва-Промеса-Альдеа 3
- Нуэва-Промеса-Альдеа 4
- Нуэва-Промеса-Альдеа 5
- Нуэва-Промеса-Альдеа 6

Также у санапана есть диалекты ангайте (ангате), ковавитис (ковалок), санапана, энлит (энльет). 90 % или более этих носителей понимают диалекты друг друга. Многие из молодого поколения говорят на языке гуарани, но понимают диалект ангайте. Некоторые используют языки ленгуа или парагвайский гуарани.